# Juan José Caruso
Juan José Caruso (Ciudad de Buenos Aires, 20 de noviembre de 1939-Ciudad de Buenos Aires, 6 de julio de 2016) fue un historiador, escritor, poeta, maestro y profesor argentino. Publicó ensayos, artículos periodísticos, trabajos de investigación, cuentos, obras de teatro y poesías. Ocupó numerosos cargos en distintos niveles educativos. Fue también un reconocido miembro del Club Ferro Carril Oeste, del que era socio vitalicio, y en el que se destacaba por sus colaboraciones en el ámbito de la cultura.

## Reseña biográfica

### Nacimiento, familia y educación
Nació en Villa Urquiza, barrio porteño del que nunca se fue. Muchas de sus poesías hacen referencia a esa infancia de barrio, con juegos como trompos, bolitas, bayarda y picadito tradicional con los amigos que conservaría toda la vida.
Sus padres fueron Rómulo Caruso y Élida Micheli, y sus cuatro hermanos eran Julio, Beatriz, Rafael y Alicia.
Cursó sus estudios primarios en la Escuela Nº 7 Gral. Máximo de Zamudio del Distrito Escolar Nº16, donde posteriormente funcionaría el Registro Civil Nº 12 de la calle Miller.
Frecuentaba el oratorio que actualmente es el Santuario de Jesús Misericordioso, donde conoció a las piadosas hermanas Dourrón y al Padre Víctor. A los 11 años tomó la primera comunión.
Comenzó sus estudios secundarios en 1953 en el Colegio Nacional N° 12 Reconquista del Distrito Escolar N° 15, en Villa Urquiza, y en 1955 los continuó en el Instituto Educacional Argentino Nuestra Señora de Luján de Villa Pueyrredón, donde se recibió en 1957, formando parte de la primera promoción de bachilleres. Allí conoció al fundador del colegio, el Hno. Roberto Quinto Moscardelli, de la Congregación de Hermanos de Nuestra Señora de la Misericordia, quien se convirtió en su guía, maestro, y modelo a seguir.
En 1963 comenzó a cursar el ciclo Superior de Magisterio en el Instituto Nuestra Señora del Pilar y recibió el título de Maestro Normal Nacional en marzo de 1965. En marzo de 1974 se recibió de Profesor en Historia y Geografía en el Instituto Superior del Profesorado San Agustín. Y en marzo de 1998 se recibió de Profesor en Ciencias Sociales con Especialización en América Latina en el Profesorado Sagrado Corazón.
Realizó numerosos cursos de perfeccionamiento y participó en congresos nacionales e internacionales, siempre como miembro activo.

### Vida personal
Fue un hombre de un profundo misticismo que sintió el llamado de la vocación religiosa, pero se definió por la docencia, por eso la ejerció como un sacerdocio. Prueba de esto es el entrañable cariño de promociones de exalumnos que recordaba con nombre y apellido.
Consideraba que las conferencias que dictaba y las visitas guiadas, en especial a la Recoleta, eran una manera de devolver lo mucho que había recibido.
Peronista por convicción e hincha fanático del Club Ferro Carril Oeste, desde niño iba a la cancha con su padre y hermanos.
Fue un hombre sabio, amante de la naturaleza, sensible y de una profunda vida interior, creativo y gran lector. Queda como testimonio una gran biblioteca que lo acompañó desde el inicio de su formación hasta el último día de su vida.
En 1985 conoció en el Instituto José C. Paz a Adriana Eva Romero, quien fue su fiel colaboradora y compañera. Se casaron en el Registro Civil de la comuna 12 el 18 de marzo de 2013, y con misa de esponsales en la Iglesia Nuestra Señora del Rosario de Los Polvorines, el 6 de abril del mismo año.

## Carrera académica

### Cargos docentes y de gestión
Su primer trabajo como maestro fue en el Instituto Ceferino Namuncurá, en Villa Urquiza, entre 1962 y 1964.
Fue profesor en el Instituto Nuestra Señora del Carmen, en la Escuela de Suboficiales Sargento Cabral desde 1982, y profesor de nivel terciario en el Instituto Superior del Profesorado San Agustín y en los institutos Campo Alto, Saint Jean y José C. Paz.

### El Luján
El Instituto Educacional Argentino Nuestra Señora de Luján fue para Juan José Caruso un claro lugar de pertenencia, en el que no solo completó su secundaria, sino que además recorrió cada uno de los escalones de su carrera docente.
Luego de  terminar sus estudios secundarios en 1957, realizó las tareas de preceptor, desde el 1 de marzo de 1959 hasta el 28 de febrero de 1962. Fue en ese tiempo que descubrió su vocación docente. Así fue como volvió al Luján el 1 de marzo de 1965 para desempeñarse como maestro de Cuarto Grado de Primaria, hasta el 28 de febrero de 1977.
Desde 1968 se desempeñó como Profesor de Historia y Geografía, en 1º y 2º Año. Desde 1975 hasta 1985 fue también Director de Estudios, cargo que dejó para convertirse en Rector hasta su jubilación, ocurrida el 30 de junio de 2007.
En esa institución transcurrió su vida, sus mejores recuerdos, sus alegrías y sus amarguras. Era su casa, aunque vivía en su departamento de Blanco Encalada y Av. Triunvirato desde 1973.

## Obra
Dejó una prolífica obra literaria, varios artículos periodísticos y numerosos trabajos de investigación.

### Poesías
- Abraham Lincoln
- Al último maestro
- Aspirante
- Avanzadas
- Carena perpetua
- Cincuenta años
- Cine supremo[2] (dedicada a Gogo Safigueroa)
- Cuando
- Espera
- Islas Malvinas
- Lo esencial
- Los padres
- Los primeros ochenta
- Mercado de Abasto
- Mirada
- Molinete
- Nueve de julio
- Patio Urquiza
- Videos

### Cuentos
- Cerro Corá
- El infinito[3]
- El granito
- Volvemos[4]

### Publicaciones en antologías
- “Con la pluma y la palabra”,[3] Ed. Colihue, 1990.
- “Para todos - Vol. VIII”,[5] Ediciones Tu Llave, 1991.
- “Versos de la Madre Tierra”, Cathedra, 1995.
- “Canto ritual. Poesía mística", Cathedra, 1995.
- “De luna y asfalto. Poesía 1995”, Cathedra, 1995.
- “Poetas argentinos contemporáneos”, Ediciones Versibus, 1995.
- “Poetas argentinos premiados”, Ediciones Versibus, 1996.
- "Divino misterio. Poesía mística", Cathedra, 1996.
- “Etapas”, Ediciones Versibus, 1997.
- “Poetas argentinos premiados. 2ª mitad del Siglo XX", Literae, 2000.
- Antología “Certamen Literario Nacional Leopoldo Lugones", Fundación Educacional de la Usina Popular Educativa, 2002.
- “13º Torrente Nacional”, Ediciones Baobab, 2007.

### Artículos periodísticos
Escribió numerosos artículos periodísticos en revistas “Aguas”, “Lo que faltaba”, y "Gente de Ferro".

### Ponencias en Congresos
- "José Evaristo Uriburu y su época (1895-1898)" en el Congreso Nacional de Historia Militar Argentina[6] (Buenos Aires, 20 al 22 de noviembre de 1996). Instituto de Historia Militar Argentina. Ejército Argentino.
- “El barroco luso-brasileño y la Inconfidência Mineira” en el Congreso Internacional “América del Sur y el Movimiento Ilustrado"[7] (Buenos Aires, 9 al 11 de abril de 2014).
- "Monumento al Teniente General Pablo Ricchieri en la Recoleta de Buenos Aires" (junto con Adriana Eva Romero de Caruso) en el XXIII Encuentro de Historia del Sureste de Córdoba y Suroeste de Santa Fe.

## Distinciones
- Concurso de poemas, Teatro IFT, 1º premio, 1982.
- Concurso nacional docente de cuentos para jóvenes "Francisco Isauro Arancibia", CTERA y Ed. Colihue, 1º premio, 1990.
- Concurso “Jorge Luis Borges” de Río Cuarto, Mención de Honor, 1991.
- Concurso de poesía, Sociedad Hispánica de Cosquín, 7º premio, 1991.
- Concurso de cuentos, Biblioteca “Atilio Giraudo” de Arrecifes, 2º premio, 1992.
- Concurso de cuentos, Asociación Amigos de la Recoleta, 2º premio, 1992.
- Poesía mística, Ed. Raíces, 1º premio, 1994.
- Barrios Porteños, Municipalidad de Buenos Aires, Mención de Honor, 1995.
- Concurso de cuentos breves, Ed. “Tu Llave”, 1º premio, 1996.
- Concurso de cuentos, Sociedad Cultural de Necochea, otorgado por SADE, 3º premio, 1999.
- Exposición de poesías en Café “Porteño” de San Telmo.
- Lectura de cuento “El Asalto”, Feria Internacional del Libro de Buenos Aires, 2002.
- 1º Certamen Literario Nacional “Leopoldo Lugones", Fundación Educacional de la Usina Popular Educativa, 2002.